# Kẹp kìm đầu nơ
Lucanus formosanus là một loài bọ cánh cứng trong họ Lucanidae, đặc hữu của Đài Loan, và có chiều dài 45–80 milimét (1,8–3,1 in).

## Hình ảnh

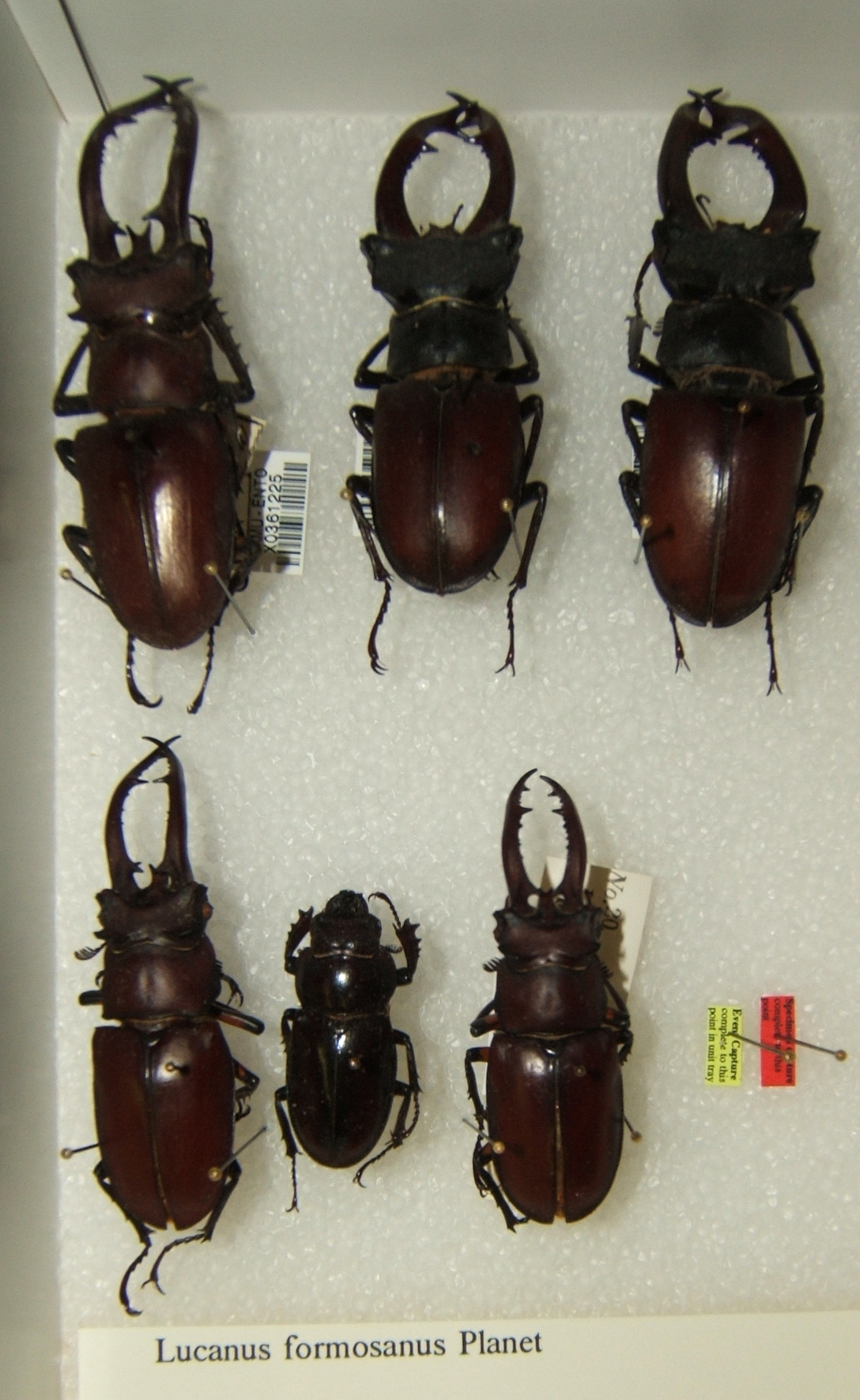